# Kadumi
Kadumi is een plaats in de gemeente Poreč in de Kroatische provincie Istrië. De plaats telt 163 inwoners (2001).